# Рюэ, Фолькер
Фолькер Рюэ (нем. Volker Rühe; род. 25 сентября 1942, Гамбург) — немецкий политик, член Христианско-демократического союза.
Вступил в партию в 1963 году. В 1976—2005 годах был депутатом бундестага. Дважды занимал пост заместителя главы фракции ХДС/ХСС (1982—1989, 1998—2002). С 1989 года по 1992 год был генеральным секретарем ХДС. В 1992—1998 годах занимал должность министра обороны. С 1998 по 2000 был вице-председателем ХДС.
На местных выборах в 2000 году, он был кандидатом своей партии на должность премьер-министра земли Шлезвиг-Гольштейн.